# 1998년
1998년은 목요일로 시작하는 평년이다. UN이 지정한 바다의 해기도 하다.

## 사건
- 1월 2일 - 대한민국 정부, 제일은행과 서울은행을 2월중에 공개매각하기로 결정.
- 1월 10일 - 대한민국 최초의 사이버 가수 류시아가 탄생되었다.
- 1월 12일
  - 아파트 분양가 자율화 조치.
  - 카일 딩켈러 살인 사건 발생.
- 1월 14일 - 나산그룹, 최종 부도처리.
- 1월 19일 - 재계 순위 31위, 극동건설 화의 신청.
- 1월 23일 - 일본, 한일 어업협정 일방적 파기 선언.
- 2월 2일 - 경향신문, 한화그룹에서 분리.
- 2월 20일 - MBC 특별취재팀, 충주댐 암반 균열 보도.
- 2월 25일
  - 대한민국 제14대 대통령 김영삼 임기가 종료됨.
  - 대한민국 제15대 대통령 김대중 임기가 시작됨.
- 2월 26일 - 정부, 대동과 동남, 동화, 강원, 평화, 충북은행에 경영개선 조치를 조흥과 경기, 외환, 한일, 충청, 상업은행에 경영개선 권고 명령과 함께, 한솔종합금융과 대구종합금융에는 인가취소를 결정.
- 3월 2일 - 미국 NASA가 목성의 위성인 유로파에서 물을 발견했다고 발표하다.
- 3월 3일 - 국내 최대 책 도매업체 보문당 부도.
- 3월 10일 - 인도네시아 수하르토 대통령, 7번째 연임.
- 3월 13일 - 사상 최대 2300여명 대사면, 복권 단행.
- 3월 17일 - 중국 전국인민대표대회, 주룽지를 국무원 총리로 선출.
- 3월 18일 - 대한민국의 기업 대농그룹, 미도파백화점 부도.
- 3월 24일 - 그룹 신화 데뷔
- 4월 7일 - 92년 총선 당시 김영삼 전 대한민국 대통령의 대선 자금 3,176억원의 내역이 공개되다.
- 4월 8일 - 대한민국의 기업 뉴코아그룹의 화의신청을 법원이 기각하다.
- 4월 21일 - 독일의 테러단체 독일 적군파가 자진 해산하다.
- 5월 21일 - 인도네시아의 수하르토 대통령이 32년 만에 퇴진하고, 후임에 하비비 대통령 선출.
- 5월 28일 - 파키스탄의 핵실험.
- 5월 30일
  - 교황 요한 바오로 2세가 정진석(니콜라오) 주교를 제13대 서울대교구장에 임명하였다.
  - 파키스탄의 핵실험.
- 6월 3일 - 독일 열차 ICE 사고 참사.
- 6월 4일 - 대한민국 제2회 지방선거 실시.
- 8월 4일 - 현대그룹, 조선민주주의인민공화국과 금강산 유람선 관광사업을 위한 합영회사 설립 계약 체결.
- 8월 5일 - 대한항공 8702편 활주로 이탈 사고가 일어남.
- 8월 7일 - 탄자니아 수도 다르에스살람과 케냐 수도 나이로비의 미국 대사관서 대규모 폭탄 테러 발생.
- 8월 15일 - 대한민국, 김대중 대통령, 당면한 국난극복과 민족 재도약을 위한 “제2건국” 제창.
- 8월 17일 - 빌 클린턴 미국 대통령, 모니카 르윈스키와 섹스 스캔들 관련해 대국민 사과성명 발표.
- 8월 18일 - 대한민국, 자유민주연합 김종필 총재, 국무총리에 취임.
- 8월 29일 - 대한민국, 새정치국민회의와 국민신당 합당 공식 선언.
- 8월 31일
  - 조선민주주의인민공화국이 대포동 미사일을 발사하였다.
  - 대한민국 한나라당, 이회창 명예총재를 새 총재로 선출.
- 9월 2일 - 스위스 항공 여객기가 대서양에 추락, 승객 등 229명 사망.
- 9월 11일 - 부천 LPG 충전소 폭발 사고 발생.
- 9월 25일 - 대한민국과 일본, 한일어업협정 개정 교섭 타결.
- 9월 27일 - 독일 총선서 게르하르트 슈뢰더 총리 후보가 이끄는 독일 사회민주당이
 헬무트 콜 총리의 기독민주연합(CDU)/기독사회연합(CSU) 연합을 누르고 승리.
- 10월 1일 - 미국 뉴욕에서 제3차 북미미사일회담 열림.
- 10월 6일 - 익산 충전소 가스 폭발 사고 발생.
- 10월 7일 - 대한민국 김대중 대통령 일본 방문(∼10일).
- 10월 17일 - 대한민국 인천광역시에서 아시아 여자 보디빌딩 선수권 대회 개최.
- 10월 19일 - 기아자동차 제 3차 국제 경쟁입찰에서 현대자동차에 낙찰.
- 11월 14일 - 정보통신운동단체 진보네트워크센터 정식 출범.
- 11월 15일 - 강원도 원주 중앙선 창교신호장에서 화물열차 8량이 탈선하는 사고가 발생하였다.
- 11월 24일 - 이슬라마바드에서 중국, 파키스탄, 카자흐스탄, 키르기스스탄 등 4국이 국경통과운송협정 조인.
- 11월 25일 - 중국 장쩌민 국가주석, 중국 국가주석으로는 처음으로 일본을 공식 방문.
- 11월 26일 - 대도 조세형 16년 만에 석방.
- 12월 1일 - 비둘기호가 정선선을 제외한 전구간 운행중단되었다.
- 12월 4일 - 전라남도 순천시에서 열렸던 《소년소녀가장돕기 콘서트》 현장에서 여학생 관객이 몰리면서 2명 실신, 10여 명 부상.
- 12월 18일 - 대한민국 해군이 거제도 남쪽 해상에서 북한 반잠수정 격침.
- 12월 31일 - 제일은행, 미국 뉴 브리지 GE 캐피탈 컨소시엄에 매각.

## 문화
- 1월 - 대한민국의 교육부, 7차 교육과정 실시.
- 1월 5일 - IMF 불황으로 인해 지상파 채널인 KBS 1TV, KBS 2TV, MBC TV, SBS TV의 채널은 각각 오전방송시간을 오전 6시부터 오전 11시까지 방송시간으로 정했고, 오후 방송시간을 17시부터 새벽 1시로 정했다.
- 1월 7일 - 기아자동차에서 카니발이 시판되었다.
- 2월 1일 - SBS TV가 평일 심야방송을 폐지를 하고 평일 저녁 시간을 17시부터 밤 0시까지 7시간 방송종료를 하다.
- 2월 2일 - 대한민국 광주광역시 및 전라남도 일대에서 Kbc My FM 개국.
- 2월 7일 - 일본 나가노에서 1998년 동계 올림픽이 개최되었다.
- 2월 11일 - 긴급구조 119가 KBS 1TV에서 마지막 방송을 했고, 개편에 따라서 KBS 2TV로 채널변경을 하다.
- 2월 14일 - 이연경의 신나는 율동동요가 출시되다.
- 2월 16일
  - KBS 1TV의 채널이 오후방송 시간을 17시 ~ 새벽 1시에서 17시 ~ 밤 0시로 1시간 단축하였고, 평일 오후방송의 심야방송을 폐지하다.
  - KBS 2TV의 채널과 MBC TV의 채널은 오후방송 시간을 오후 17시 ~ 새벽 1시까지 시간이 확대되었다.
- 2월 17일
  - 삼성자동차(르노삼성자동차의 전신)에서 SM5가 출시되었다.(시판은 3월 5일)
  - 긴급구조 119를 KBS 1TV에서 KBS 2TV로 채널로 변경을 했다.
- 2월 18일 - KBS 2TV에서 공개수배 사건 25시를 방송을 하다.
- 2월 22일 - 일본 나가노에서 1998 동계 올림픽이 폐막되었다.
- 2월 28일 - 정부조직개편 재정경제원 폐지, 재정경제부 출범.
- 3월 2일 - 대한민국 대전광역시·충청남도 일원(현 세종특별자치시 포함)에서 TJB POWER FM 개국.
- 3월 16일 - SBS 프로덕션 김국진 우희진의 신나는 영어놀이 EQ/IQ가 출시되다.
- 3월 17일 - 현대자동차에서 EF쏘나타를 출시하다.
- 3월 24일 - 대한민국의 최장수 아이돌 그룹 신화 (음악 그룹)가 데뷔했다.
- 3월 27일 - 대우자동차(한국GM의 전신)에서 마티즈가 출시되었다.(시판은 4월 1일)
- 4월 6일 - SBS TV의 채널이 오후방송시간을 17시부터 0시 30분까지 정했고, 심야방송시간을 신설을 했다.
- 5월 2일 - 대구 도시철도 1호선 중앙로 ~ 안심 구간이 개통되면서 완전 개통되었다.
- 5월 12일 - 대한민국의 걸그룹 핑클이 데뷔하였다.
- 6월 1일 - 유럽 중앙 은행 출범.
- 6월 9일 - 긴급구조 119를 KBS 2TV에서 화요일 마지막 방송을 하고 수요일로 변경을 했다.
- 6월 10일 ~ 7월 12일 - 프랑스에서 제 16회 프랑스 월드컵 대회 개최.
- 6월 17일 - KBS 2TV에서 긴급구조 119를 수요일로 변경을 하고 방송을 하다.
- 6월 25일 - 윈도우 98이 출시되었다.
- 6월 27일 - 말레이시아 쿠알라룸푸르 국제공항 개항.
- 7월 6일 - 홍콩 국제공항 개항.
- 7월 7일 - 서태지컴백 정규5집(솔로)발표
- 7월 12일 - 제 16회 1998년 FIFA 월드컵 대회 결승전에서 프랑스가 브라질을 3:0으로 이겨서 처음으로 FIFA 월드컵에서 우승하고, 다섯 번째 우승을 노리던 브라질은 프랑스에 0:3으로 패배하며 준우승을 차지했다.
- 7월 21일 - 차범근님 전 축구 국가대표 감독이 프로축구 승부조작설을 제기하였다.
- 7월 28일 - SBS프로덕션 영재 유아율동 팡파레 재롱놀이가 출시되다.
- 9월 11일 ~ 11월 10일 - 경주세계문화엑스포 개막.
- 9월 18일 - 인터넷 도메인 이름과 IP 주소를 할당하는 비영리 단체인 ICANN이 설립되다.
- 9월 26일 - 제1회 방콕국제영화제에서 장선우 감독 《꽃잎》 최고상 수상.
- 9월 27일 - 구글이 공식적으로 창립되다.
- 10월 7일 - KBS 2TV의 채널에서 긴급구조 119를 수요일에 마지막방송을 하고 일요일로 변경을 하다.
- 10월 12일 - KBS 1TV의 채널이 오후방송시간을 17시부터 새벽 1시까지 다시 심야방송시간을 재개하였다.
- 10월 18일 - KBS 2TV의 채널에서 긴급구조 119를 일요일에 오후 17시 55분에 방송이 되었다.
- 10월 24일 - 딥 스페이스 1호가 발사되었다.
- 10월 30일 - KBO 리그 KBO 한국시리즈 6차전에서 현대 유니콘스가 LG 트윈스를 5대 2로 꺾고 시리즈 전적 4승 2패로 1982년 창단 이후 16년만에 통산 1번째 우승을 달성하였다.
- 11월 11일 - 중국에서 텐센트가 설립되었다.
- 11월 18일 - 대한민국, 1999학년도 대학수학능력시험을 실시하다.
- 11월 18일 - 금강산 관광시작(금강호 출항).
- 11월 30일 - WBS FM 라디오 방송 개국.
- 12월 6~20일 - 태국 방콕에서 1998년 아시안 게임이 개최되었다.
- 12월 15일 - 대한민국의 CBS 표준FM 개국. (주파수 98.1MHz, 10㎾)

## 탄생

### 1월
- 1월 1일
  - 오스트레일리아의 배우 라라 로빈슨.
  - 대한민국의 축구 선수 이상민.
  - 잠비아의 전 축구 선수 에녹 음웨푸.
- 1월 2일 - 네델란드의 축구 선수 티모티 포쉬멘사.
- 1월 3일
  - 대한민국의 가수 Ranunculus.
  - 대한민국의 리그 오브 레전드 프로게이머 크러쉬. (~2025년)
  - 중화인민공화국의 체조 선수 쩌우징위안.
- 1월 4일
  - 대한민국의 전 리그 오브 레전드 프로게이머 윤석준.
  - 중화인민공화국의 스키 선수 츠춘쉐.
- 1월 5일 - 스페인의 축구 선수 카를레스 알레냐.
- 1월 6일
  - 대한민국의 축구 선수 이승우.
  - 이란의 레슬링 선수 모함마드 하디 사라비.
- 1월 7일 - 대한민국의 유튜버 수현 (CH.DIA)
- 1월 8일
  - 대한민국의 역도 출신 가수 이병찬.
  - 이란의 레슬링 선수 아민 미르자자데.
- 1월 9일 - 일본의 아이돌 야베 마사키.
- 1월 10일 - 대한민국의 가수 류시아.
- 1월 12일
  - 미국의 배우 네이선 갬블.
  - 아르헨티나의 축구 선수 후안 포이트.
- 1월 13일 - 미국의 육상 선수 크리스토퍼 닐슨.
- 1월 14일
  - 대한민국의 축구 선수 김준범.
  - 일본의 배우, 모델 모리타카 아이.
- 1월 15일
  - 대한민국의 가수 주연 (더 보이즈).
  - 대한민국의 가수 HYNN.
- 1월 16일 - 대한민국의 가수 승관 (세븐틴).
- 1월 17일 - 대한민국의 배우 윤상정.
- 1월 18일
  - 대한민국의 배우 신예은.
  - 브라질의 축구 선수 에데르 밀리탕.
- 1월 19일 - 베트남계 대한민국의 가수 한빈.
- 1월 20일 - 대한민국의 가수 진희.
- 1월 21일 - 일본의 야구 선수 쓰모리 유키.
- 1월 22일 - 대한민국의 리그 오브 레전드 프로게이머 이안.
- 1월 23일
  - 일본의 래퍼 유토 (펜타곤).
  - 미국의 래퍼 XXX텐타시온. (~2018년)
- 1월 24일 - 대한민국의 배우 이신영.
- 1월 25일 - 대한민국의 축구 선수 조규성.
- 1월 26일
  - 대한민국의 가수 정찬우 (iKON).
  - 대한민국의 가수 문빈 (아스트로). (~2023년)
  - 대한민국의 뮤지컬 배우 김우성.
  - 미국의 배우 데빈 드루이드.
- 1월 27일
  - 대한민국의 가수 키노 (펜타곤).
  - 대한민국의 피겨 스케이팅 선수 김레베카.
  - 대한민국의 배우 마현지.
  - 중화인민공화국의 스피드스케이팅 선수 한메이.
- 1월 28일 - 미국의 배우 애리얼 윈터.
- 1월 29일 - 일본의 가수 무카이치 미온.
- 1월 30일
  - 대한민국의 야구 선수 김주성.
  - 대한민국의 배우 박나예.
  - 대한민국의 가수 이시온.
  - 브라질의 양궁 선수 마르쿠스 비니시우스 다우메이다.
- 1월 31일
  - 대한민국의 전 야구 선수 박성민.
  - 대한민국의 래퍼 우석 (펜타곤).
  - 일본의 펜싱 선수 고마타 아키라.

### 2월
- 2월 1일 - 대한민국의 야구 선수 박정우.
- 2월 2일
  - 대한민국의 전직 리그 오브 레전드 프로게이머 히포.
  - 일본의 아이돌 가토 시호.
- 2월 3일
  - 대한민국의 가수 유설.
  - 대한민국의 리그 오브 레전드 프로게이머 피넛.
- 2월 4일
  - 대한민국의 가수 신준섭 (마이틴).
  - 대한민국의 야구 선수 김성훈. (~2019년)
  - 대한민국의 축구 선수 맹성웅.
  - 일본의 성우 스즈시로 사유미.
  - 대한민국의 축구 선수 이성민.
  - 대한민국의 바둑 기사 이동훈.
  - 대한민국의 펜싱 선수 김재원.
- 2월 5일
  - 대한민국의 배우 이현주.
  - 대한민국의 치어리더 김유나. (~2022년)
  - 대한민국의 가수 손혜은.
- 2월 6일
  - 대한민국의 축구 선수 김재우.
  - 대한민국의 가수 유용민.
  - 대한민국의 축구 선수 이승재.
  - 대한민국의 야구 선수 김철호.
- 2월 7일
  - 대한민국의 배드민턴 선수 김가은.
  - 이탈리아의 축구 선수 미카엘 폴로룬쇼.
- 2월 8일
  - 대한민국의 배우 노태엽.
  - 일본의 성우 하나이 미하루.
  - 대한민국의 배우 이서.
- 2월 9일 - 대한민국의 가수 강버터.
- 2월 10일 - 일본의 성우 네모토 루카.
- 2월 11일
  - 미국의 싱어송라이터, 가수 칼리드.
  - 미국의 모델, 배우 로렌 차이.
- 2월 12일 - 대한민국의 가수 제이.
- 2월 13일 - 대한민국의 가수 김범수.
- 2월 14일
  - 대한민국의 바둑 기사 박하민.
  - 대한민국의 연극배우 김혜린.
- 2월 15일 - 미국의 배우 재커리 고든.
- 2월 16일
  - 대한민국의 배우 서영주.
  - 대한민국의 다이빙 선수 김수지.
  - 대한민국의 배구 선수 안혜진.
  - 대한민국의 전 리그 오브 레전드 프로게이머 리치.
  - 대한민국의 가수 오현우.
- 2월 17일 - 대한민국의 배우 장성윤.
- 2월 18일 - 미국의 래퍼 버논 (세븐틴).
- 2월 19일
  - 미국의 가수 채플 론.
  - 대한민국의 가수 정우 (NCT).
  - 미국의 가수 샘 김.
- 2월 20일
  - 일본의 배우 니시메 슌.
  - 대한민국의 가수 XEN. (오메가엑스)
- 2월 21일 - 대한민국의 전 농구 선수 최세영.
- 2월 22일 - 오스트레일리아의 배우 소피 와일드.
- 2월 23일
  - 대한민국의 바둑 기사 송지훈.
  - 캐나다의 가수 케빈 (더 보이즈).
- 2월 25일
  - 대한민국의 배우 이한나.
  - 대한민국의 가수 다예 (베리굿).
- 2월 26일
  - 대한민국의 래퍼 브린.
  - 대한민국의 축구 선수 이상헌.
  - 중국의 가수 우씽.
- 2월 27일 - 대한민국의 유튜버 간애.
- 2월 28일 - 대한민국의 가수 수진.

### 3월
- 3월 1일 - 중화인민공화국의 배드민턴 선수 천위페이.
- 3월 2일 - 대한민국의 인터넷 방송인 쏘대장.
- 3월 3일
  - 대한민국의 체조 선수 신재환.
  - 미국의 농구 선수 제이슨 테이텀.
  - 대한민국의 배우 신슬기.
  - 대한민국의 배우 이상준.
  - 대한민국의 축구 선수 조상현.
- 3월 4일
  - 대한민국의 리그 오브 레전드 프로게이머 쏠.
  - 대한민국의 가수 유다빈.
- 3월 5일
  - 터키의 축구 선수 메리흐 데미랄.
  - 대한민국의 래퍼 BX (CIX).
- 3월 7일 - 대한민국으 축구 선수 이준서.
- 3월 8일 - 대한민국의 가수 설희.
- 3월 9일 - 대한민국의 가수 수진 ((여자)아이들).
- 3월 10일 - 대한민국의 야구 선수 박치국.
- 3월 11일
  - 중화민국의 배우 비비안.
  - 일본의 가수 우노 산타.
- 3월 12일 - 대한민국의 축구 선수 서민우.
- 3월 13일
  - 헝가리의 쇼트트랙 선수 류 사오앙.
  - 미국의 래퍼 잭 할로.
  - 중화인민공화국의 바둑 기사 구쯔하오.
- 3월 14일
  - 대한민국의 리그 오브 레전드 프로게이머 스카웃.
  - 대한민국의 바둑 기사 김다영.
  - 대한민국의 배우 함성민.
- 3월 15일
  - 대한민국의 리그 오브 레전드 프로게이머 테디.
  - 대한민국의 리그 오브 레전드 프로게이머 레이.
  - 대한민국의 가수 이세연.
- 3월 16일
  - 대한민국의 야구 선수 배동현.
  - 대한민국의 야구 선수 나균안.
  - 일본의 육상 선수 기타구치 하루카.
  - 대한민국의 배구 선수 지민경.
- 3월 17일
  - 대한민국의 가수 한송희.
  - 대한민국의 배우 김주환.
- 3월 18일
  - 대한민국의 배우 함성민.
  - 대한민국의 야구 선수 김민수.
  - 대한민국의 배우 채효진.
  - 대한민국의 축구 선수 최재영.
  - 대한민국의 축구 선수 김민식.
  - 그리스의 육상 선수 밀티아디스 텐도글루.
- 3월 19일 - 일본의 가수 사쿠라 (HKT48 팀K4, AKB48 팀A, IZ*ONE, LE SSERAFIM).
- 3월 20일
  - 대한민국의 가수 박지원 (프로미스나인).
  - 대한민국의 가수, 배우 이수지.
  - 대한민국의 배우 오소현.
  - 대한민국의 가수 이지훈.
  - 대한민국의 전 야구 선수 김수환.
  - 대한민국의 쇼트트랙 선수 김건우.
  - 대한민국의 배우 홍화연.
- 3월 21일
  - 대한민국의 야구 선수 김태현.
  - 대한민국의 다이빙 선수 우하람.
- 3월 22일 - 일본의 아이돌 카와고히나
- 3월 23일
  - 대한민국의 가수 이승희.
  - 대한민국의 사격 선수 남태윤.
  - 대한민국의 축구 선수 강채림.
- 3월 24일 - 일본의 아이돌 츠바키 우라라.
- 3월 25일
  - 대한민국의 배우 유인수.
  - 대한민국의 축구 선수 김승우.
  - 미국의 배우 라이언 심프킨스.
- 3월 26일
  - 대한민국의 가수 미래 (체리블렛).
  - 대한민국의 가수 엘라.
  - 대한민국의 트로트 가수 김나율.
- 3월 27일
  - 대한민국의 테니스 선수 정윤성.
  - 대한민국의 발로란트 프로게이머 먼치킨.
- 3월 29일 - 미국의 배우 알렉스 뉴이스테터.
- 3월 30일
  - 대한민국의 야구 선수 박성한.
  - 대한민국의 골프 선수 임성재.
  - 대한민국의 배우 지혜원.
- 3월 31일 - 대한민국의 뮤지컬 배우 조수연.

### 4월
- 4월 1일
  - 대한민국의 배우 이준혁.
  - 대한민국의 가수 설하수.
- 4월 2일
  - 대한민국의 배우 전혜원.
  - 일본의 배우 홋타 마유.
- 4월 3일
  - 팝의 황제 마이클 잭슨의 딸 패리스 잭슨.
  - 대한민국의 가수 성화. (에이티즈)
- 4월 4일
  - 대한민국의 배우 서지희.
  - 대한민국의 축구 선수 장결희.
  - 대한민국의 배우 배인혁.
- 4월 5일 - 일본의 배우 나카무라 카이토.
- 4월 6일
  - 미국의 배우 페이턴 리스트.
  - 대한민국의 축구 선수 안찬기.
  - 일본의 아이돌 가쓰다 리나.
- 4월 8일
  - 브라질의 축구 선수 헤낭 로지.
  - 일본의 아이돌 가쓰다 리나.
- 4월 9일
  - 미국의 배우 엘 패닝.
  - 대한민국의 래퍼 365LIT.
  - 대한민국의 리그 오브 레전드 프로게이머 무진.
- 4월 10일 - 대한민국의 야구 선수 이정범.
- 4월 11일 - 중국의 아이돌 죠우스위.
- 4월 12일 - 일본의 축구 선수 이토 준야.
- 4월 13일
  - 대한민국의 가수 TAG (골든차일드).
  - 대한민국의 래퍼 언오피셜보이.
  - 홍콩의 탁구 선수 소우와이얌.
- 4월 14일
  - 대한민국의 리그 오브 레전드 프로게이머 이재하.
  - 대한민국의 야구 선수 오석주.
- 4월 15일
  - 대한민국의 야구 선수 김태욱.
  - 중화인민공화국 태생 대한민국의 탁구 선수 최효주.
- 4월 16일 - 대한민국의 배구 선수 하효림.
- 4월 17일
  - 대한민국의 배우 박보인.
  - 대한민국의 배우 장하경.
- 4월 18일 - 대한민국의 축구 선수 김민성.
- 4월 19일 - 중화인민공화국의 수영 선수 장위페이.
- 4월 20일 - 대한민국의 싱어송라이터 드비타.
- 4월 21일
  - 대한민국의 가수, 배우 고성민.
  - 대한민국의 축구 선수 장재원.
- 4월 22일 - 대한민국의 가수 모아.
- 4월 23일 - 대한민국의 리그 오브 레전드 프로게이머 나유준.
- 4월 24일 - 미국의 배우 라이언 뉴먼.
- 4월 26일 - 대한민국의 가수 뉴 (더보이즈).
- 4월 27일
  - 대한민국의 배구 선수 고민지.
  - 일본의 배우, 모델 신조 유메.
  - 대한민국의 전직 군인 이예람. (~2021년)
- 4월 28일
  - 대한민국의 가수 송유빈 (마이틴).
  - 대한민국의 가수 원대 (DKZ).
- 4월 29일 - 대한민국의 가수 CAMO.
- 4월 30일 - 대한민국의 리그 오브 레전드 프로게이머 블랭크.

### 5월
- 5월 2일 - 대한민국의 농구 선수 최주영.
- 5월 3일 - 대한민국의 가수 샌디. (애플비)
- 5월 4일
  - 대한민국의 축구 선수 하승운.
  - 대한민국의 축구 선수 황준호.
- 5월 5일
  - 대한민국의 아나운서 이현영.
  - 벨라루스의 테니스 선수 아리나 사발렌카.
- 5월 6일
  - 대한민국의 가수 환희 (업텐션).
  - 대한민국의 가수 시현.
- 5월 7일
  - 대한민국의 가수 김희석.
  - 대한민국의 가수 수빈.
- 5월 8일
  - 대한민국의 가수 세라.
  - 대한민국의 체조 선수 이나경.
- 5월 9일
  - 대한민국의 가수 문지원.
  - 대한민국의 축구 선수 이태민.
- 5월 10일
  - 일본의 가수 후지와라 아즈사 (STU48).
  - 대한민국의 배우 이재욱.
- 5월 11일 - 대한민국의 아이스하키 선수 이주형.
- 5월 12일 - 대한민국의 배우 신시아.
- 5월 13일
  - 대한민국의 리그 오브 레전드 프로게이머 템트.
  - 대한민국의 가수 해영.
  - 프랑스의 축구 선수 루카 지단.
  - 대한민국의 농구 선수 박지원.
  - 일본의 아이돌 이와타 카렌. (AKB48)
- 5월 14일
  - 잉글랜드의 축구 선수 에런 램스데일.
  - 대한민국의 배우 윤이레.
  - 대한민국의 전직 리그 오브 레전드 프로게이머 혀니.
- 5월 15일 - 대한민국의 오버워치 프로게이머 채준혁.
- 5월 16일 - 대한민국의 래퍼 FDR.
- 5월 17일 - 일본의 전 아이돌 토모나가 미오. (HKT48)
- 5월 18일
  - 대한민국의 야구 선수 박성환.
  - 미국의 피겨 스케이팅 선수 폴리나 에드먼즈.
- 5월 19일
  - 대한민국의 축구 선수 이태민.
  - 대한민국의 가수 이유 (에버글로우).
- 5월 20일
  - 브라질의 유도 선수 베아트리스 소자.
  - 대한민국의 인터넷 방송인 심자몬.
- 5월 21일 - 대한민국의 아나운서 최지은.
- 5월 22일 - 대한민국의 가수 Juwon.
- 5월 23일
  - 대한민국의 축구 선수 이정택.
  - 중국의 배우 쑹쭈얼.
- 5월 24일
  - 영국의 배우 데이지 에드거존스.
  - 캐나다의 쇼트트랙 선수 조르당 피에르질.
- 5월 25일
  - 대한민국의 전직 스타크래프트 프로게이머 뉴트.
  - 스페인의 축구 선수 하비 푸아도.
- 5월 26일 - 영국의 가수 샤넌.
- 5월 27일 - 대한민국의 가수 은서 (우주소녀).
- 5월 28일
  - 대한민국의 가수 다현 (트와이스).
  - 일본의 가수 사야시 리호 (모닝구 무스메).
  - 대한민국의 뮤지컬 배우 임세령.
- 5월 29일 - 대한민국의 배우 전유림.
- 5월 30일 - 대한민국의 래퍼 적색밴드.
- 5월 31일 - 대한민국의 가수 최서현.

### 6월
- 6월 1일 - 러시아의 리듬체조 선수 알렉산드라 솔다토바.
- 6월 2일
  - 대한민국의 국악인, 배우 정소리.
  - 일본의 축구 선수 우치다 다쿠야.
  - 대한민국의 가수 캠퍼.
- 6월 3일
  - 대한민국의 가수 신비 (여자친구, VIVIZ).
  - 대한민국의 가수 태하 (모모랜드).
  - 대한민국의 리그 오브 레전드 프로게이머 강민승.
- 6월 4일
  - 대한민국의 가수 정예인 (러블리즈).
  - 미국의 모델 럭키 블루 스미스.
- 6월 5일
  - 러시아의 전 피겨스케이팅 선수 율리야 리프니츠카야.
  - 크로아티아의 축구 선수 파비안 벤코.
- 6월 6일 - 대한민국의 리그 오브 레전드 프로게이머 펀치.
- 6월 7일 - 대한민국의 축구 선수 배수용.
- 6월 8일 - 대한민국의 트라이애슬론 선수 최숙현. (~2020년)
- 6월 9일 - 대한민국의 가수, 래퍼 용용.
- 6월 10일 - 대한민국의 축구 선수 이광재.
- 6월 11일
  - 대한민국의 바둑 기사 오유진.
  - 대한민국의 성소수자 군인 변희수. (~2021년)
- 6월 12일 - 대한민국의 캐스터, 언론인 박정언.
- 6월 14일
  - 대한민국의 바둑 기사 박건호.
  - 일본의 배우 나카가와 타이시.
- 6월 15일
  - 대한민국의 가수 임지수.
  - 대한민국의 스포츠 지도자 정민.
- 6월 16일
  - 대한민국의 기상 캐스터 박서정.
  - 일본의 축구 선수 도안 리쓰.
- 6월 17일 - 일본의 싱어송라이터 에일.
- 6월 18일 - 슬로바키아의 소프라노 파트리치아 야네치코바. (~2023년)
- 6월 19일
  - 일본의 패션 모델, 배우 히로세 스즈.
  - 이스라엘의 유도 선수 라즈 헤르슈코.
- 6월 20일 - 대한민국의 가수 김동하.
- 6월 21일
  - 영국의 프리스타일 스키 선수 이저벨 앳킨.
  - 일본의 성우 코노 히요리.
- 6월 22일
  - 대한민국의 인터넷 방송인 김재원.
  - 대한민국의 농구 선수 김진영.
- 6월 23일
  - 대한민국의 가수 신지훈.
  - 대한민국의 리그 오브 레전드 프로게이머 할로우.
- 6월 24일 - 오스트레일리아의 축구 선수 카이 롤스.
- 6월 25일
  - 오스트레일리아의 수영 선수 카일 차머스.
  - 대한민국의 가수 챠닐.
- 6월 26일 - 대한민국의 인터넷 방송인 윤솜.
- 6월 27일 - 대한민국의 가수 건희 (원어스).
- 6월 28일 - 포르투갈의 축구 선수 페드루 곤살베스.
- 6월 29일 - 일본의 걸그룹 세키 유미코.
- 6월 30일
  - 대한민국의 축구 선수 김진야.
  - 대한민국의 자전거경기 선수 송민지.
  - 잉글랜드의 축구 선수 톰 데이비스.
  - 일본의 배우 아오이 와카나.
  - 미국의 군인 애런 부슈널. (~2024년)

### 7월
- 7월 1일 - 대한민국의 가수 은우 (프리스틴, 희나피아).
- 7월 2일
  - 대한민국의 뮤지컬 배우 성유진.
  - 대한민국의 전 야구 선수 이원준.
- 7월 3일 - 대한민국의 가수 김동한 (JBJ).
- 7월 4일 - 대한민국의 배우 이찬희.
- 7월 6일
  - 대한민국의 디자이너 박조은.
  - 프랑스의 유도 선수 사라레오니 시지크.
- 7월 8일
  - 미국의 배우, 가수 마야 호크.
  - 미국의 배우 제이든 스미스.
- 7월 9일 - 대한민국의 전 치어리더, 방송인 하윤.
- 7월 10일
  - 대한민국의 배우 이영유.
  - 이란의 태권도 선수 키미아 알리자데.
- 7월 11일 - 대한민국의 가수 이준형.
- 7월 12일 - 대한민국의 야구 선수 곽경문.
- 7월 13일
  - 우즈베키스탄의 유도 선수 디요라 켈디요로바.
  - 대한민국의 연극배우 박지연.
- 7월 14일 - 대한민국의 치어리더 허수미.
- 7월 15일
  - 중국의 가수 성소 (우주소녀).
  - 대한민국의 배우 신현승.
  - 대한민국의 가수 고정우.
  - 대한민국의 축구 선수 김태훈.
- 7월 16일
  - 대한민국의 야구 선수 김수윤.
  - 필리핀의 권투 선수 카를로 팔람.
  - 일본의 가수, 배우, 모델 마쓰노 리나. (~2017년)
- 7월 17일
  - 대한민국의 리그 오브 레전드 프로게이머 스카이.
  - 대한민국의 미스코리아, 배우 전혜지.
- 7월 18일 - 대한민국의 배우 정지인.
- 7월 19일
  - 대한민국의 가수 초윤. (A.De)
  - 브라질의 축구 선수 루카스 바르셀루스 다마세누.
- 7월 20일
  - 대한민국의 배우 김현서.
  - 대한민국의 가수 엘리 (위키미키).
- 7월 21일
  - 대한민국의 크로스 컨트리 선수 김마그너스.
  - 대한민국의 배우 조윤수.
- 7월 22일 - 우루콰이의 축구 선수 페데리코 발베르데.
- 7월 23일 - 대한민국의 축구 선수 김인균.
- 7월 24일
  - 마카오와 홍콩의 기독교 목사 양군배.
  - 마카오와 홍콩의 목회자 렁관푸이.
- 7월 25일
  - 대한민국의 리그 오브 레전드 프로게이머 도브.
  - 오스트리아의 유도 선수 슈테판 헤기.
- 7월 26일 - 대한민국의 리그 오브 레전드 프로게이머 플로리스.
- 7월 27일 - 대한민국의 축구 선수 박민수.
- 7월 28일
  - 미국의 골프 선수 넬리 코다.
  - 프랑스의 농구 선수 프랑크 닐리키나.
- 7월 29일 - 대한민국의 영화배우 손주아.
- 7월 30일 - 대한민국의 배우 최효은.
- 7월 31일
  - 대한민국의 가수 나윤 (모모랜드).
  - 대한민국의 가수 지우.
  - 미국의 육상 선수 퀸시 홀.

### 8월
- 8월 1일
  - 이란의 태권도 선수 나히드 키아니.
  - 태국의 태권도 선수 테윈 한쁘랍.
- 8월 3일
  - 대한민국의 배우 이지한. (~2022년)
  - 대한민국의 전 가수 경하.
- 8월 5일
  - 일본의 가수 스즈키 카논 (모닝구무스메).
  - 대한민국의 야구 선수 이병휘.
- 8월 6일
  - 대한민국의 가수 조소현.
  - 대한민국의 야구 선수 고우석.
- 8월 7일 - 대한민국의 가수, 작곡가 윤토벤.
- 8월 8일
  - 대한민국의 바둑 기사 조승아.
  - 캐나다의 싱어송라이터 숀 멘데스.
- 8월 9일
  - 대한민국의 안무가, 댄서 리정.
  - 우크라이나 태생 아제르바이잔의 유도 선수 잴림 코초예프.
- 8월 10일
  - 대한민국의 가수 장예은 (CLC).
  - 일본의 아이돌 사이토 아스카. (노기자카46)
  - 대한민국의 가수 호영 (베리베리).
- 8월 11일
  - 대한민국의 리그 오브 레전드 프로게이머 루비 (로그 워리어스).
  - 대한민국의 배구 선수 이솔아.
  - 대한민국의 축구 선수 김민석.
- 8월 12일
  - 대한민국의 가수 신민아.
  - 그리스의 테니스 선수 스테파노스 치치파스.
- 8월 13일
  - 대한민국의 가수 김윤설.
  - 미국의 프리스타일 스키 선수 저스틴 숀펠드.
- 8월 14일 - 대한민국의 야구 선수 정연제.
- 8월 16일 - 대한민국의 인터넷 방송인 고누리.
- 8월 17일
  - 대한민국의 배우 정수빈.
  - 대한민국의 카트라이더 프로게이머 최영훈.
  - 일본의 야구 선수 야마모토 요시노부.
- 8월 18일 - 대한민국의 가수 지진석.
- 8월 19일
  - 대한민국의 가수 엄지 (여자친구, VIVIZ).
  - 대한민국의 야구 선수 이찬혁.
- 8월 20일
  - 대한민국의 야구 선수 이정후 (키움 히어로즈).
  - 대한민국의 농구 선수 나윤정.
- 8월 21일 - 대한민국의 가수 잠비노.
- 8월 23일 - 대한민국의 배우 박지영.
- 8월 24일
  - 대한민국의 배틀그라운드 프로게이머 로키.
  - 핀란드의 가수 로빈.
  - 필리핀의 배우, 모델 소피아 안드레스.
- 8월 26일
  - 대한민국의 래퍼 소연 ((여자)아이들).
  - 대한민국의 가수 환웅 (원어스).
  - 대한민국의 가수 김승주.
  - 대한민국의 가수 김모노.
- 8월 27일 - 대한민국의 가수 미래.
- 8월 28일
  - 일본의 농구 선수 아카호 히마와리.
  - 일본의 배우 후쿠하라 하루카.
  - 우크라이나의 레슬링 선수 이리나 콜랴덴코.
- 8월 29일 - 대한민국의 전 치어리더 김민지.
- 8월 30일 - 대한민국의 前 오버워치 프로게이머 신동훈.
- 8월 31일
  - 대한민국의 가수 하연.
  - 대한민국의 야구 선수 김진수.
  - 일본의 아이돌 카와모토 사야. (AKB48)

### 9월
- 9월 1일 - 대한민국의 전 야구 선수 박성우.
- 9월 2일 - 대한민국의 배우 최예빈.
- 9월 4일 - 일본의 가수 나가하마 네루. (사쿠라자카46)
- 9월 6일 - 대한민국의 앵커 허우령.
- 9월 7일
  - 대한민국의 배우 박세현.
  - 대한민국의 축구 선수 강민규.
  - 몰도바의 축구 선수 이온 니콜라에스쿠.
- 9월 8일 - 대한민국의 래퍼 토스트보이.
- 9월 9일
  - 대한민국의 쇼트트랙 선수 최민정.
  - 대한민국의 종합격투기 선수 남예현.
- 9월 10일
  - 일본의 축구 선수 스가 다이키.
  - 대한민국의 골퍼 박민지.
- 9월 11일
  - 조선민주주의인민공화국의 축구 선수 한광성.
  - 일본의 양궁 선수 야마우치 아즈사.
- 9월 12일
  - 대한민국의 야구 선수 권동진.
  - 요르단의 태권도 선수 살리흐 알샤라바티.
  - 일본의 아이돌 코미야마 하루카. (AKB48)
- 9월 13일 - 멕시코의 야구 선수 헤라르도 카리요.
- 9월 14일 - 대한민국의 가수 하현상.
- 9월 15일 - 대한민국의 축구 선수 김강산.
- 9월 16일
  - 대한민국의 축구 선수 신재원.
  - 대한민국의 가수 민찬 (베리베리).
- 9월 17일
  - 대한민국의 가수 김동현 (AB6IX, MXM).
  - 대한민국의 골프 선수 김성현.
  - 대한민국의 리그 오브 레전드 프로게이머 아쳐.
- 9월 18일
  - 일본의 바둑 기사 후지사와 리나.
  - 미국의 축구 선수 크리스천 풀리식.
- 9월 19일 - 오스트리아의 축구 선수 케빈 단소.
- 9월 20일 - 일본의 성우 사시데 마리아.
- 9월 21일 - 대한민국의 야구코치 유승훈.
- 9월 22일
  - 대한민국의 축구 선수 김동현.
  - 카자흐스탄의 스피드 스케이팅 선수 나데즈다 모로조바.
- 9월 23일 - 일본의 아이돌 테라다 란제.
- 9월 25일 - 대한민국의 가수 루크.
- 9월 26일 - 일본의 아이돌 와카타베 하루카.
- 9월 27일 - 대한민국의 가수 비비.
- 9월 28일
  - 대한민국의 가수 감성소년.
  - 대한민국의 바둑 기사 송규상.
- 9월 29일 - 대한민국의 가수 박소연.
- 9월 30일
  - 대한민국의 축구 선수 김성현.
  - 일본의 배우 이마이즈미 유이.

### 10월
- 10월 1일 - 대한민국의 배우 정지우.
- 10월 2일 - 대한민국의 캐스터 김민범.
- 10월 3일 - 독일의 육상 선수 예미시 오군레예.
- 10월 4일
  - 미국의 프리스타일 스키 선수 크리스토퍼 릴리스.
  - 세네갈의 축구 선수 무사 와귀에.
- 10월 5일 - 대한민국의 배우 황세인.
- 10월 6일 - 미국의 배우 매트 코넷.
- 10월 7일 - 잉글랜드의 축구 선수 트렌트 알렉산더아널드.
- 10월 8일 - 폴란드의 스타크래프트 프로게이머 피오트르 발루키비치.
- 10월 9일
  - 일본의 가수 키타가와 료하. (SKE48)
  - 일본의 배우 츠네마츠 유리.
  - 미국의 배우 이저벨라 아마라.
  - 잠비아의 축구 선수 팻슨 다카.
- 10월 10일 - 대한민국의 아나운서 양세원.
- 10월 11일 - 대한민국의 촬영감독 임규영.
- 10월 13일
  - 대한민국의 가수 배승민 (골든차일드).
  - 일본의 아이돌 타지마 쇼고,
- 10월 14일
  - 대한민국의 배우 장인아.
  - 덴마크의 축구 선수 빅토르 넬손.
  - 미국의 육상 선수 케네스 베드나렉.
  - 일본의 래퍼 챤미나.
- 10월 15일
  - 대한민국의 배구 선수 김다인.
  - 일본의 펜싱 선수 나가노 유다이.
  - 중국의 가수 미기 (우주소녀).
- 10월 16일
  - 대한민국의 야구 선수 최보성.
  - 대한민국의 가수 정새벽.
- 10월 17일 - 대한민국의 뮤지컬 배우 김유리.
- 10월 18일 - 대한민국의 치어리더 김하나.
- 10월 19일
  - 대한민국의 가수 예빈 (희나피아).
  - 중화인민공화국의 바둑 기사 양딩신.
- 10월 20일
  - 대한민국의 배우 서신애.
  - 중국의 바둑 기사 리친청.
- 10월 21일
  - 일본의 아이돌 오오시마 료카. (AKB48)
  - 대한민국의 가수 정수정.
- 10월 22일
  - 일본의 아이돌 시모무라 미키.
  - 루마니아의 축구 선수 이아니스 하지.
  - 오스트레일리아의 축구 선수 해리 수타.
- 10월 23일 - 대한민국의 기상캐스터 금채림.
- 10월 24일 - 대한민국의 리그 오브 레전드 프로게이머 알파몽.
- 10월 25일 - 대한민국의 가수 리노 (스트레이키즈).
- 10월 26일
  - 대한민국의 리그 오브 레전드 프로게이머 프라우드.
  - 미국의 배우 서맨사 이슬러.
- 10월 27일 - 프랑스의 축구 선수 다요 우파메카노.
- 10월 28일 - 대한민국의 가수 정인지.
- 10월 29일 - 캐나다의 레이싱 드라이버 선수 랜스 스트롤.
- 10월 30일
  - 일본의 아이돌 타무라 메이미.
  - 캐나다의 아이스하키 선수 케일 머카.
- 10월 31일 - 대한민국의 쇼트트랙 선수 박장혁.

### 11월
- 11월 1일 - 대한민국의 가수, 인터넷 방송인 쵸단. (QWER)
- 11월 2일 - 중국의 가수 엘키 (CLC).
- 11월 3일
  - 대한민국의 리그 오브 레전드 프로게이머 미아.
  - 대한민국의 래퍼 허성현.
- 11월 4일 - 벨라루스의 역도 선수 야우헤니 치한초우.
- 11월 5일
  - 대한민국의 랩 록 음악가 겸 기타리스트이자 피아니스트 조현.
  - 대한민국의 가수 큐 (더보이즈).
  - 일본의 가수 오가타 리사 (츠바키팩토리).
  - 일본의 AV 배우 오구라 유나.
  - 일본의 축구 선수 도미야스 다케히로.
- 11월 6일
  - 대한민국의 가수 박현서.
  - 대한민국의 배구 선수 박지훈.
- 11월 7일 - 대한민국의 가수 홍중 (에이티즈).
- 11월 8일 - 대한민국의 유튜버 투보.
- 11월 9일 - 중국의 배우 자오루쓰.
- 11월 10일
  - 대한민국의 래퍼 MC그리.
  - 대한민국의 농구 선수 한엄지.
- 11월 11일
  - 대한민국의 배우 오재무.
  - 대한민국의 배우 강이석.
  - 미국의 배우 루비 제린스.
- 11월 12일
  - 일본의 배우 타이라 유우나.
  - 일본의 가수 타니구치 메구.
- 11월 13일
  - 대한민국의 가수 나예.
  - 노르웨이의 역도 선수 솔프리드 코안다.
- 11월 14일 - 일본의 아이돌 코이케 미나미.
- 11월 15일 - 일본의 골프 선수 시부노 히나코.
- 11월 16일
  - 카자흐스탄의 쇼트트랙 선수 아딜 갈리아흐메토프.
  - 대한민국의 쇼핑호스트 이혜진.
- 11월 17일
  - 대한민국의 미스코리아 김세연.
  - 대한민국의 배우 정라엘.
  - 대한민국의 배우 송서린.
- 11월 19일 - 대한민국의 오버워치 프로게이머 안민영.
- 11월 20일
  - 대한민국의 야구 선수 이나현.
  - 일본의 펜싱 선수 에무라 미사키.
- 11월 21일 - 대한민국의 가수 하윤.
- 11월 22일
  - 일본의 성우 오카사키 미호.
  - 일본의 아이돌 타니구치 메구. (AKB48)
- 11월 23일 - 대한민국의 가수 노지선 (Fromis 9).
- 11월 24일
  - 대한민국의 가수 최유리.
  - 대한민국의 농구 선수 김진모.
- 11월 25일
  - 대한민국의 배우 신동우.
  - 대한민국의 가수 유지.
- 11월 26일 - 대한민국의 리그 오브 레전드 프로게이머 박인수.
- 11월 27일 - 대한민국의 가수 박민수.
- 11월 28일
  - 미국의 싱어송라이터 업살.
  - 대한민국의 리그 오브 레전드 프로게이머 메딕.
  - 이탈리아의 유도 선수 알리체 벨란디.
- 11월 29일 - 일본의 스노보드, 스케이드보드 선수 히라노 아유무.
- 11월 30일
  - 대한민국의 사격 선수 김모세.
  - 대한민국의 아나운서 김희연.

### 12월
- 12월 1일
  - 중국의 아이돌 가수 셰레이레이.
  - 일본의 가수 미야모토 카린.
- 12월 2일
  - 미국의 레퍼, 싱어송라이터 주스 월드. (~2019년)
  - 대한민국의 배우 김강민.
  - 대한민국의 야구 선수 손주영.
  - 대한민국의 축구 선수 박성민.
- 12월 3일 - 대한민국의 미스코리아 이화인.
- 12월 4일
  - 몬테네그로의 축구 선수 마르코 투치.
  - 이탈리아의 유도 선수 마누엘 롬바르도.
- 12월 5일
  - 대한민국의 축구 선수 설영우.
  - 대한민국의 래퍼 스카이민혁.
  - 미국의 싱어송라이터 코난 그레이.
  - 이란의 축구 선수 메흐디 가예디.
- 12월 6일
  - 대한민국의 농구 선수 박지수.
  - 대한민국의 축구 선수 이주현.
- 12월 7일 - 대한민국의 한국무용가 이현영.
- 12월 8일
  - 대한민국의 리그 오브 레전드 프로게이머 서밋.
  - 대한민국의 치어리더 최홍라.
- 12월 9일 - 대한민국의 리그 오브 레전드 프로게이머 오진영.
- 12월 10일 - 대한민국의 가수 이아영.
- 12월 11일
  - 대한민국의 가수 JJ (더스틴).
  - 일본의 브레이크 댄서 유아사 아미.
- 12월 12일 - 대한민국의 배우 한수아.
- 12월 13일
  - 대한민국의 가수 이동열 (업텐션).
  - 대한민국의 가수 세형 (베리굿).
- 12월 14일
  - 대한민국의 가수 제이니 (지피 베이직).
  - 대한민국의 가수, 배우, 모델 김지웅.
  - 대한민국의 래퍼 타임피버.
- 12월 15일
  - 대한민국의 리그 오브 레전드 프로게이머 문건영.
  - 대한민국의 축구 선수 정지용.
- 12월 16일 - 중국의 가수 결경 (프리스틴, 아이오아이).
- 12월 17일
  - 노르웨이의 축구 선수 마르틴 외데고르.
  - 대한민국의 야구 선수 이재홍.
- 12월 18일 - 네덜란드의 축구 선수 캘빈 스텡스.
- 12월 19일 - 대한민국의 연극배우 정진희.
- 12월 20일
  - 필리핀의 가수 크리샤 츄.
  - 프랑스의 축구 선수 킬리안 음바페.
- 12월 21일
  - 대한민국의 가수 허회경.
  - 대한민국의 배우 하서윤.
  - 중화인민공화국의 가수 렉시 리우.
- 12월 22일
  - 미국의 래퍼 라토.
  - 미국의 배우 G. 해널리우스.
  - 노르웨이의 테니스 선수 카스페르 루드.
  - 조선민주주의인민공화국의 레슬링 선수 리세웅.
- 12월 23일 - 일본의 아이돌, 모델, 여배우, 성우 사토 히나타.
- 12월 24일
  - 대한민국의 리그 오브 레전드 프로게이머 리헨즈.
  - 일본의 배우 츠나 케이토.
  - 대한민국의 축구 선수 최예슬.
  - 아르헨티나의 축구 선수 알렉시스 마크 알리스테르.
- 12월 25일 - 대한민국의 가수 지니.
- 12월 26일
  - 대한민국의 배우 박종찬.
  - 대한민국의 축구 선수 한정우.
- 12월 27일 - 나이지리아의 축구 선수 조시 마자.
- 12월 28일
  - 대한민국의 드럼연주가 김건국.
  - 일본의 AV배우, 모델, 유튜버 가노 유라.
- 12월 29일
  - 대한민국의 리그 오브 레전드 프로게이머 박재혁.
  - 대한민국의 축구 선수 김도담.
- 12월 30일 - 일본의 가수 우에무라 아카리.
- 12월 31일
  - 미국의 배우, 모델 헌터 셰이퍼.
  - 대한민국의 가수 에크루.

### 미상
- 대한민국의 축구 선수 김동현.
- 대한민국의 가수 최아임.
- 대한민국의 래퍼 오투.
- 대한민국의 가수 이서준.
- 대한민국의 가수 몽글.
- 조선민주주의인민공화국의 축구 선수 최성혁.
- 대한민국의 배우 김유빈.
- 대한민국의 영화 감독 김태환.
- 대한민국의 영화 배우 박상수.
- 대한민국의 가수 수연.
- 대한민국의 배우 이상혁.
- 대한민국의 영화 배우 이원재.
- 대한민국의 바둑 기사 이정준.
- 대한민국의 배우 이지민.
- 대한민국의 피아노 연주자, 가수, 작곡가, 편곡가 겸 방송인 조율.
- 대한민국의 가수 바이미.
- 대한민국의 배우 정지우.

## 사망

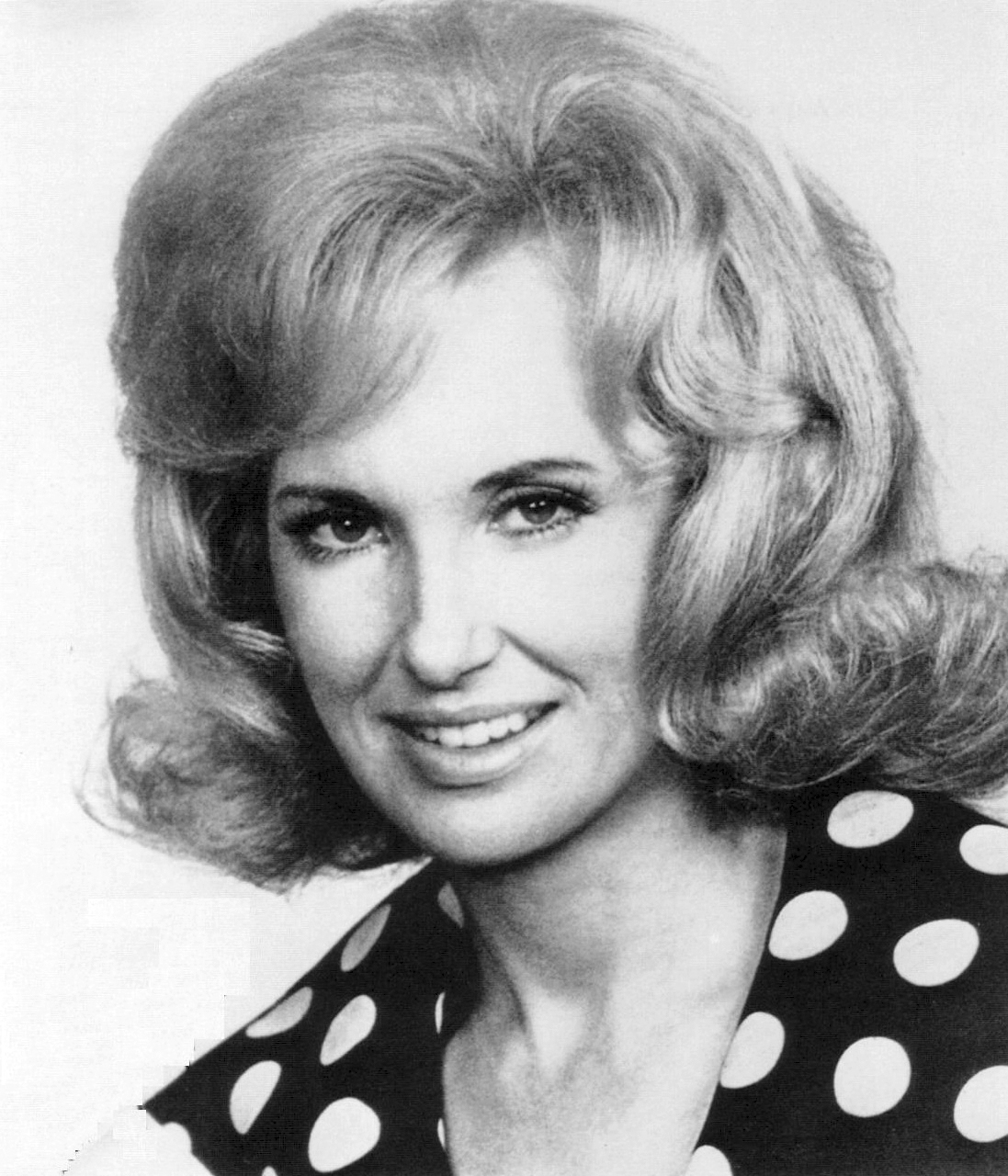
태미 와이넷

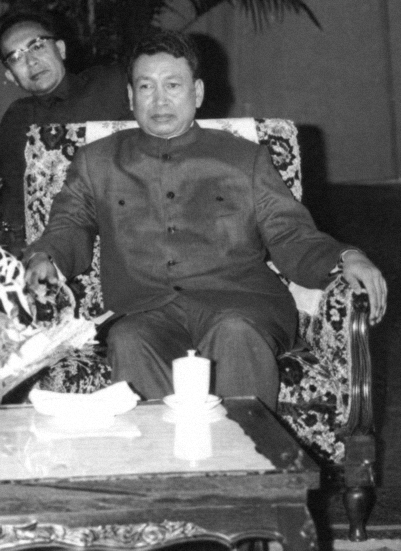
폴 포트

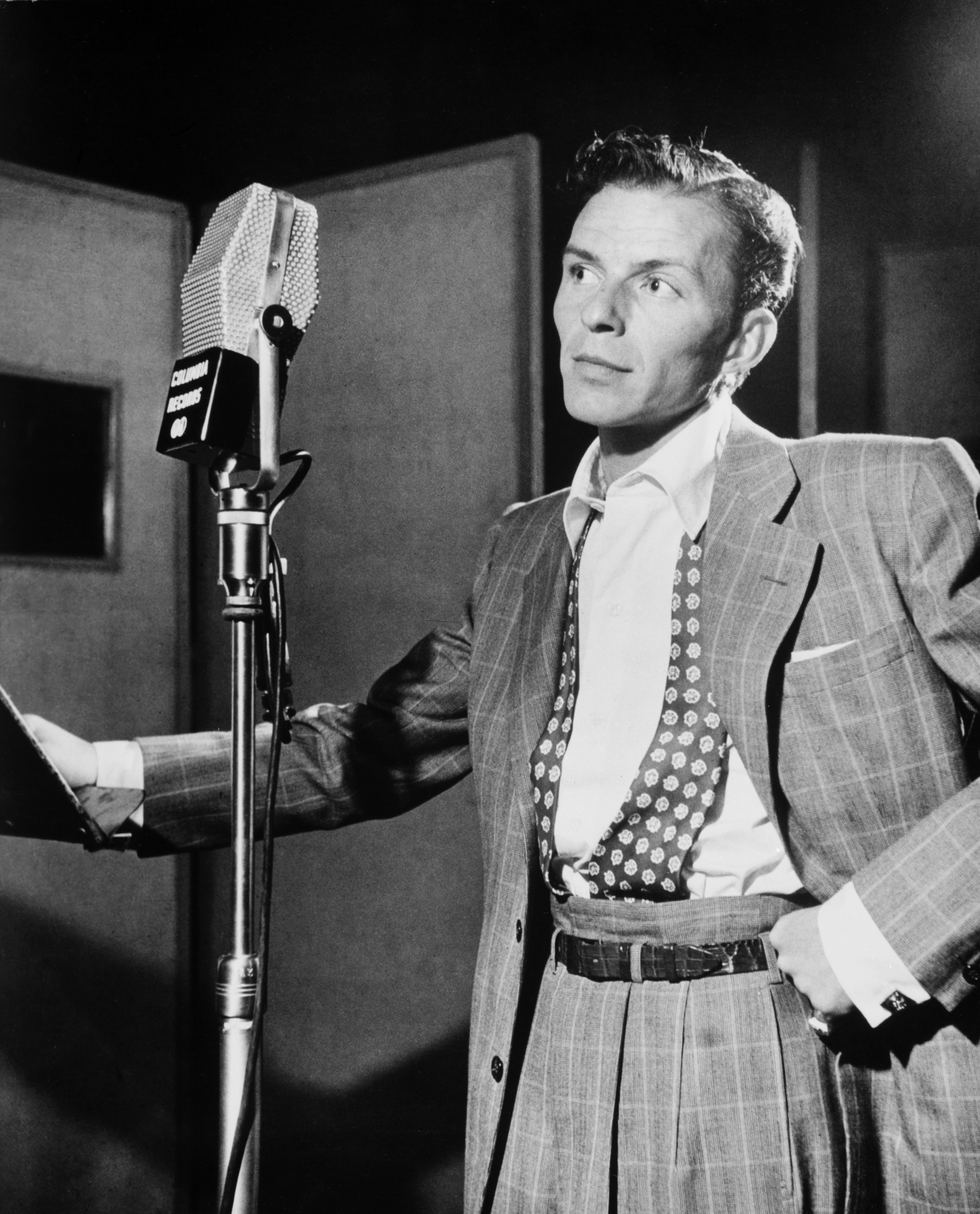
프랭크 시나트라

- 1월 7일 - 미국의 수학자 리처드 해밍. (1915년~)
- 1월 12일 - 미국의 경찰관 카일 딩켈러. (1975년~)
- 2월 8일 - 아이슬란드의 소설가 하들도르 락스네스. (1902년~)
- 2월 10일 - 프랑스의 정치가, 언론인 모리스 슈만. (1911년~)
- 2월 24일 - 미국의 사회운동가, 여성운동가 클라라 프레이저. (1923년~)
- 2월 27일 - 미국의 생물학자 조지 H. 히칭스.  (1905년~)
- 4월 6일 - 미국의 가수 태미 와이넷. (1942년~)
- 4월 15일 - 캄보디아의 독재자 폴 포트. (1925년~)
- 4월 23일 - 마틴 루터 킹 주니어의 암살범 제임스 얼 레이. (1928년~)
- 4월 27일 - 프랑스의 소설가 도미니크 오리. (1907년~)
- 5월 2일 - 일본의 음악가 히데. (1964년~)
- 5월 14일 - 미국의 가수, 배우 프랭크 시나트라. (1915년~)
- 6월 10일 - 일본의 작곡가 요시다 다다시. (1921년~)
- 6월 18일 - 대한민국의 영화배우 김진규. (1923년~)
- 7월 21일 - 미국의 배우 로버트 영. (1907년~)
- 8월 3일 - 러시아의 작곡가 알프레트 시닛케. (1934년~)
- 8월 5일 - 대한민국의 배우 손창호. (1952년~)
- 8월 6일 - 프랑스의 수학자 앙드레 베유. (1906년~)
- 8월 26일 - 대한민국의 기업인 최종현. (1929년~)
- 8월 29일 - 미국의 정치인, 로스앤젤레스의 첫 흑인 시장 톰 브래들리. (1917년~)
- 9월 6일 - 일본의 영화 감독 구로사와 아키라. (1910년~)
- 9월 16일 - 대한민국의 시인 박두진. (1916년~)
- 11월 7일 - 영국의 산악인 헌트 남작 존 헌트. (1910년~)
- 12월 1일 - 대한민국의 만화가 김용환. (1912년~)
- 12월 17일 - 대한민국의 변호사, 사회운동가 이태영. (1914년~)

## 노벨상
- 경제학상: 아마르티아 센
- 문학상: 조제 사라마구
- 물리학상: 로버트 러플린, 호르스트 슈퇴르머, 대니얼 추이
- 생리학 및 의학상: 페리드 뮤라드, 루이스 이그나로, 로버트 퍼치고트
- 평화상: 데이비드 트림블, 존 흄
- 화학상: 존 포플, 월터 콘

## 70회아카데미상수상
- 작품상: 타이타닉
- 감독상: 제임스 카메론(타이타닉)
- 남우주연상: 잭 니콜슨(이보다 더 좋을 순 없다)
- 여우주연상: 헬렌 헌트(이보다 더 좋을 순 없다)
- 남우조연상: 로빈 윌리엄스(굿 윌 헌팅)
- 여우조연상: 킴 베이싱어(LA 컨피덴셜)

## 달력
| 1월 |    |    |    |    |    |    |
| 일  | 월 | 화 | 수 | 목 | 금 | 토 |
|     |    |    |    | 1  | 2  | 3  |
| 4   | 5  | 6  | 7  | 8  | 9  | 10 |
| 11  | 12 | 13 | 14 | 15 | 16 | 17 |
| 18  | 19 | 20 | 21 | 22 | 23 | 24 |
| 25  | 26 | 27 | 28 | 29 | 30 | 31 |

| 2월 |    |    |    |    |    |    |
| 일  | 월 | 화 | 수 | 목 | 금 | 토 |
| 1   | 2  | 3  | 4  | 5  | 6  | 7  |
| 8   | 9  | 10 | 11 | 12 | 13 | 14 |
| 15  | 16 | 17 | 18 | 19 | 20 | 21 |
| 22  | 23 | 24 | 25 | 26 | 27 | 28 |

| 3월 |    |    |    |    |    |    |
| 일  | 월 | 화 | 수 | 목 | 금 | 토 |
| 1   | 2  | 3  | 4  | 5  | 6  | 7  |
| 8   | 9  | 10 | 11 | 12 | 13 | 14 |
| 15  | 16 | 17 | 18 | 19 | 20 | 21 |
| 22  | 23 | 24 | 25 | 26 | 27 | 28 |
| 29  | 30 | 31 |    |    |    |    |

| 4월 |    |    |    |    |    |    |
| 일  | 월 | 화 | 수 | 목 | 금 | 토 |
|     |    |    | 1  | 2  | 3  | 4  |
| 5   | 6  | 7  | 8  | 9  | 10 | 11 |
| 12  | 13 | 14 | 15 | 16 | 17 | 18 |
| 19  | 20 | 21 | 22 | 23 | 24 | 25 |
| 26  | 27 | 28 | 29 | 30 |    |    |

| 5월 |    |    |    |    |    |    |
| 일  | 월 | 화 | 수 | 목 | 금 | 토 |
|     |    |    |    |    | 1  | 2  |
| 3   | 4  | 5  | 6  | 7  | 8  | 9  |
| 10  | 11 | 12 | 13 | 14 | 15 | 16 |
| 17  | 18 | 19 | 20 | 21 | 22 | 23 |
| 24  | 25 | 26 | 27 | 28 | 29 | 30 |
| 31  |    |    |    |    |    |    |

| 6월 |    |    |    |    |    |    |
| 일  | 월 | 화 | 수 | 목 | 금 | 토 |
|     | 1  | 2  | 3  | 4  | 5  | 6  |
| 7   | 8  | 9  | 10 | 11 | 12 | 13 |
| 14  | 15 | 16 | 17 | 18 | 19 | 20 |
| 21  | 22 | 23 | 24 | 25 | 26 | 27 |
| 28  | 29 | 30 |    |    |    |    |

| 7월 |    |    |    |    |    |    |
| 일  | 월 | 화 | 수 | 목 | 금 | 토 |
|     |    |    | 1  | 2  | 3  | 4  |
| 5   | 6  | 7  | 8  | 9  | 10 | 11 |
| 12  | 13 | 14 | 15 | 16 | 17 | 18 |
| 19  | 20 | 21 | 22 | 23 | 24 | 25 |
| 26  | 27 | 28 | 29 | 30 | 31 |    |

| 8월 |    |    |    |    |    |    |
| 일  | 월 | 화 | 수 | 목 | 금 | 토 |
|     |    |    |    |    |    | 1  |
| 2   | 3  | 4  | 5  | 6  | 7  | 8  |
| 9   | 10 | 11 | 12 | 13 | 14 | 15 |
| 16  | 17 | 18 | 19 | 20 | 21 | 22 |
| 23  | 24 | 25 | 26 | 27 | 28 | 29 |
| 30  | 31 |    |    |    |    |    |

| 9월 |    |    |    |    |    |    |
| 일  | 월 | 화 | 수 | 목 | 금 | 토 |
|     |    | 1  | 2  | 3  | 4  | 5  |
| 6   | 7  | 8  | 9  | 10 | 11 | 12 |
| 13  | 14 | 15 | 16 | 17 | 18 | 19 |
| 20  | 21 | 22 | 23 | 24 | 25 | 26 |
| 27  | 28 | 29 | 30 |    |    |    |

| 10월 |    |    |    |    |    |    |
| 일   | 월 | 화 | 수 | 목 | 금 | 토 |
|      |    |    |    | 1  | 2  | 3  |
| 4    | 5  | 6  | 7  | 8  | 9  | 10 |
| 11   | 12 | 13 | 14 | 15 | 16 | 17 |
| 18   | 19 | 20 | 21 | 22 | 23 | 24 |
| 25   | 26 | 27 | 28 | 29 | 30 | 31 |

| 11월 |    |    |    |    |    |    |
| 일   | 월 | 화 | 수 | 목 | 금 | 토 |
| 1    | 2  | 3  | 4  | 5  | 6  | 7  |
| 8    | 9  | 10 | 11 | 12 | 13 | 14 |
| 15   | 16 | 17 | 18 | 19 | 20 | 21 |
| 22   | 23 | 24 | 25 | 26 | 27 | 28 |
| 29   | 30 |    |    |    |    |    |

| 12월 |    |    |    |    |    |    |
| 일   | 월 | 화 | 수 | 목 | 금 | 토 |
|      |    | 1  | 2  | 3  | 4  | 5  |
| 6    | 7  | 8  | 9  | 10 | 11 | 12 |
| 13   | 14 | 15 | 16 | 17 | 18 | 19 |
| 20   | 21 | 22 | 23 | 24 | 25 | 26 |
| 27   | 28 | 29 | 30 | 31 |    |    |

### 음양력 대조 일람
| 음력월 | 월건 | 대소 | 음력 1일의 양력 월일 | 음력 1일 간지 |
| ------ | ---- | ---- | -------------------- | ------------- |
| 1월    | 갑인 | 대   | 1월 28일             | 을해          |
| 2월    | 을묘 | 소   | 2월 27일             | 을사          |
| 3월    | 병진 | 소   | 3월 28일             | 갑술          |
| 4월    | 정사 | 대   | 4월 26일             | 계묘          |
| 5월    | 무오 | 소   | 5월 26일             | 계유          |
| 윤5월  |      | 소   | 6월 24일             | 임인          |
| 6월    | 기미 | 대   | 7월 23일             | 신미          |
| 7월    | 경신 | 대   | 8월 22일             | 신축          |
| 8월    | 신유 | 소   | 9월 21일             | 신미          |
| 9월    | 임술 | 대   | 10월 20일            | 경자          |
| 10월   | 계해 | 대   | 11월 19일            | 경오          |
| 11월   | 갑자 | 대   | 12월 19일            | 경자          |
| 12월   | 을축 | 소   | 1999년 1월 18일      | 경오          |